# Gemma Cruz
Gemma Teresa Cruz-Araneta (tên khai sinh Gemma Teresa Guerrero Cruz; sinh 30 tháng 9 năm 1943) là người Philippines đầu tiên giành được vương miện Hoa hậu Quốc tế trong cuộc thi được tổ chức tại Long Beach, California, Hoa Kỳ năm 1964. Bà cũng là người Philippines đầu tiên chiến thắng ở một cuộc thi nhan sắc tầm cỡ quốc tế. 
Araneta nhận được 2 giải thưởng danh dự "Outstanding Manileña" và "Golden Heart" của cựu tổng thống Philippines Diosdado Macapagal.

## Tổ tiên
Cụ nội của Arneta là Doña Maria Rizal, em gái của anh hùng dân tộc Philipppines Jose P. Rizal.

## Đường đến danh tiếng
Bà giành quyền đại diện nước nhà tham dự cuộc thi nói trên khi đăng quang ngôi vị Hoa hậu Philippines được tài trợ bởi thành phố Manila năm 1964. Araneta ủng hộ 10 000 đô la Mỹ tiền thưởng của danh hiệu Hoa hậu Quốc tế cho một tổ chức khuyến học ở thành phố Marikina, Philippines. Việc này cũng giúp bà không phải trả thuế thu nhập cá nhân thời điểm đó.
.

## Sự nghiệp
Araneta lần đầu tham gia vào các tổ chức nhà nước vào năm 1968 khi tổng thống Ferdinand Marcos đề cử bà là giám đốc của viện bảo tàng quốc gia. Bà đồng thời là thành viên của học viện lịch sử quốc gia. Từ 30 tháng 6 năm 1998 đến 20 tháng 1 năm 2001, bà giữ chức Bộ trưởng bộ du lịch dưới thời tổng thống Joseph Estrada.
Bà tiếp tục sự nghiệp viết lách của mình năm 2001 và bây giờ đang là thư ký tòa soạn của tờ Manila Bulletin.
Năm 2003, Bà được bầu là chủ tịch hội bảo tồn di sản của Philippines và tái đắc cử vào Tháng 2 năm 2006.
Từ ngày 16 tháng 5 năm 2005 bà bắt đầu dẫn một chương trình thường nhật trên sóng radio tên Krus Na Daan (tiếng Tagalog: bước quyết định) và một chương trình hàng tuần trên tivi tên gọi "Only Gemma!" phát trên sóng đài Rajah.
Cho đến hôm nay, Araneta đã xuất bản và đồng xuất bản 6 cuốn sách:Fact|date=March 2008}} 
- Makisig, anh hùng nhỏ tuổi của Mactan
- Hanoi Diary: Beauty and Fashion for the Filipina (đồng tác giả)
- Sentimiento: Fiction and Nostagia
- Katha at Salamisim
- El Galeon de Manila: Un Mar de Historias (đồng tác giả)
- Stones of Faith